# Gare de Bohain
La gare de Bohain est une gare ferroviaire française de la ligne de Creil à Jeumont, située sur le territoire de la commune de Bohain-en-Vermandois, dans le département de l'Aisne, en région Hauts-de-France.
Elle est mise en service en 1855 par la Compagnie des chemins de fer du Nord. C'est une gare de la Société nationale des chemins de fer français (SNCF), desservie par des trains TER Hauts-de-France.

## Situation ferroviaire
Établie à 139 mètres d'altitude, la gare de Bohain est située au point kilométrique (PK) 174,453 de la ligne de Creil à Jeumont, entre les gares de Fresnoy-le-Grand et de Busigny.

## Histoire
La station de Bohain est mise en service le 21 octobre 1855 par la Compagnie des chemins de fer du Nord, lorsqu'elle ouvre la section de Saint-Quentin à Hautmont.

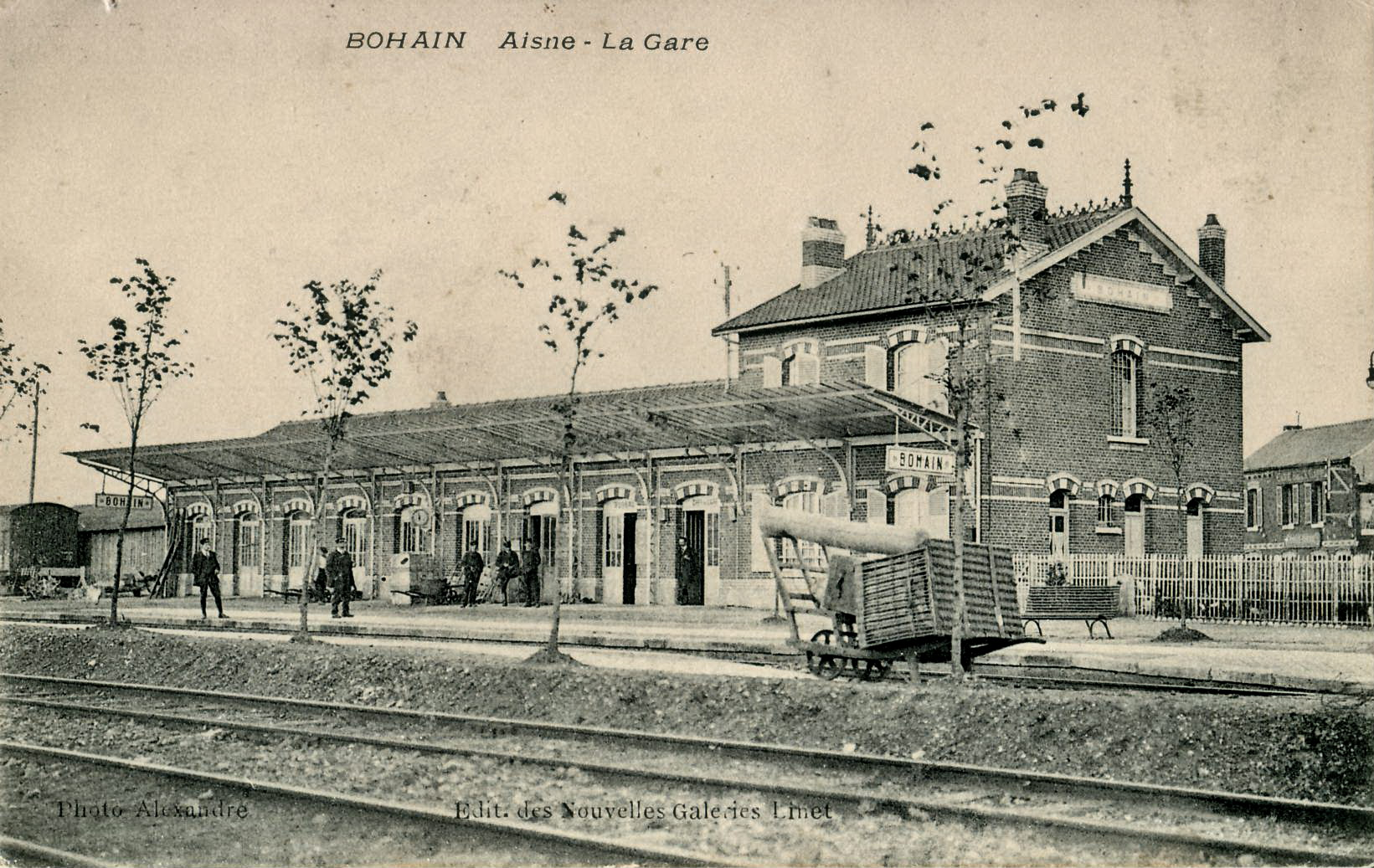
Le bâtiment voyageurs au début des années 1900.

## Fréquentation
Selon les estimations de la SNCF, la fréquentation annuelle de la gare s'élève aux nombres indiqués dans le tableau ci-dessous.
| Année               | 2023    | 2022    | 2021    | 2020    | 2019    | 2018    | 2017    | 2016    | 2015    |
| ------------------- | ------- | ------- | ------- | ------- | ------- | ------- | ------- | ------- | ------- |
| Nombre de voyageurs | 139 743 | 142 030 | 120 520 | 109 447 | 142 094 | 154 861 | 171 123 | 167 908 | 162 216 |

## Service des voyageurs

### Accueil
Gare SNCF, elle dispose d'un bâtiment voyageurs, avec guichet, ouvert tous les jours. Elle est équipée d'automates pour l'achat de titres de transport.
Un souterrain permet le passage d'un quai à l'autre.

### Desserte
Bohain est desservie par des trains TER Hauts-de-France qui effectuent des missions entre les gares : de Saint-Quentin, et de Maubeuge, ou de Douai. En 2009, la fréquentation de la gare était de 846 voyageurs par jour.

### Intermodalité
Un parc pour les vélos et un parking pour les véhicules y sont aménagés.